# Східні Альпи
Схі́дні А́льпи — частина гірської системи Альп. Розташовані на схід від лінії, що проходить через Альпи від Боденського озера на півночі по долинах річок Рейн і Задній Рейн до перевалу Шплюген, річок Ліро і Мера до озера Комо на півдні.
Відрізняються від розташованих на захід від цієї лінії Західних Альп більшою шириною (до 260 км), меншою висотою (гора Берніна, 4 049 м), меншим поширенням сучасних льодовиків і альпійських форм рельєфу; наявністю великих подовгастих річкових долин і переважно широтним простяганням хребтів.

## Поділ
- Ретійські Альпи
- Ецтальські Альпи
- Ціллертальські Альпи
- Високий Тауерн
- Низький Тауерн
- Альгейські Альпи
- Кіцбюльські Альпи
- Ломбардські Альпи
- Карнійські Альпи
- Доломітові Альпи
- Юлійські Альпи
- Передальпи

| Земля | Це незавершена стаття з географії. Ви можете допомогти проєкту, виправивши або дописавши її. |